# Carpha
Carpha es un género de plantas herbáceas de la familia de las ciperáceas.  Comprende 39 especies descritas y de estas, solo 15 aceptadas.

## Taxonomía
El género fue descrito por Banks & Sol. ex R.Br. y publicado en Prodromus Florae Novae Hollandiae 230. 1810. La especie tipo es: Carpha alpina R. Br.

## Especies aceptadas
A continuación se brinda un listado de las especies del género Carpha aceptadas hasta julio de 2011, ordenadas alfabéticamente. Para cada una se indica el nombre binomial seguido del autor, abreviado según las convenciones y usos.
- Carpha alpina R.Br.
- Carpha angustissima Cherm.
- Carpha aristata Kük.
- Carpha borbonica (Steud.) C.B.Clarke
- Carpha capitellata (Nees) Boeckeler
- Carpha curvata W.M.Curtis
- Carpha eminii (K.Schum.) C.B.Clarke
- Carpha filifolia C.Reid & T.H.Arnold
- Carpha glomerata Nees
- Carpha nitens (Kunth) Kük.
- Carpha nivicola F.Muell.
- Carpha perrieri Cherm.
- Carpha rodwayi W.M.Curtis
- Carpha schlechteri C.B.Clarke
- Carpha schoenoides Banks & Sol. ex Hook.f.